# Megerlina capensis
Megerlina capensis är en armfotingsart som först beskrevs av Adams och Reeve 1850.  Megerlina capensis ingår i släktet Megerlina och familjen Kraussinidae. Inga underarter finns listade i Catalogue of Life.